# 劉俊謙 (香港)
劉俊謙（1988年9月26日—），香港男演員及模特兒。畢業於香港演藝學院戲劇學院。

## 經歷

### 早年
劉俊謙先後畢業於大埔循道衛理小學及賽馬會體藝中學。小學加入游泳校隊，其後更憑著游泳考入賽馬會體藝中學，並以全職運動員或體育老師為目標。但在中二時因膝蓋有傷而暫停運動，中六時在朋友的建議下加入劇社，因而愛上表演。
中學畢業後當上游泳教練及廣告模特兒，後來在模特兒公司游說下報讀演藝戲劇學院證書二年級課程。完成證書課程後便再修讀香港演藝學院戲劇學院榮譽學士（主修表演）。在2012年畢業並獲得迪士尼獎學金及鍾景輝萬寶龍藝術大獎獎學金。及後曾前往台北藝術大學舞蹈研究所攻讀碩士課程（主修現代舞），但讀了三個月便放棄回港。

### 模特兒
劉俊謙在中學畢業後便進入模特兒公司JamCast，參與走秀和拍攝，包括麥當勞、迪士尼廣告，也與王力宏一同拍攝nikon相機廣告。

### 演員
劉俊謙演藝學院期間已經參演不同的舞台劇，其首部公演的舞台劇是《姦淫紀》。作品包括《電子城市》、《馬克白》等。除了傳統舞台劇外，他亦參演了不同舞蹈團劇目，例如香港藝術節的《舞鬥》、首爾國際舞蹈節的《Who's Next II》、跳格 香港國際舞蹈影像節的《Let's Say》。
2016年，他與黃子華及陳法拉合演《前度》而開始引起關注。2017年，他憑《天邊外》獲得第9屆香港小劇場獎最佳男主角，是人生首個獎項。2022年至2023年，劉俊謙本身有二套舞台劇公演，分別是《我們最快樂》、《午睡》。但因疫情《午睡》改期網上直播，而《我們最快樂》因改期檔期不合而被易角。
2016年，劉俊謙參與ViuTV開台前的短劇《We I U》而進軍電視界。期後分別出演香港電台及ViuTV的電視劇。在2017年，首度在《瑪嘉烈與大衛系列 前度》擔任男主角。2018年，憑《教束》開始為人熟悉。
2019年，拍攝首部電影《幻愛》並擔任男主角，奪得第26屆香港電影評論學會大獎最佳男主角及第14屆香港電影導演會年度大獎最佳新演員，同年獲第39屆香港電影金像獎最佳新演員獎和第57屆金馬獎最佳新演員提名。2020年，與吳海昕、徐天佑主演以穿越時空和時間交錯的劇集《二月廿九》，入圍2021年釜山國際電影節亞洲內容大獎最佳男主角。
2023年，劉俊謙積極進軍台灣，分別拍攝了Netflix台劇《此時此刻》及電影《小曉》。在《此時此刻》中飾演一位患有弱聽的角色，還大膽上演一幕裸跑戲份，成功引起熱議。在《小曉》中則飾演一位患有過度活躍症小朋友的老師，憑着此角入圍第26屆台北電影獎最佳男配角。2024年，憑電影《九龍城寨之圍城》走紅。該片入圍第77屆坎城影展「午夜展映單元」，是香港電影時隔11年再度入圍康城影展。 同年6月21日，劉俊謙有份參演的《誰是被害者》第二季正式上架Netflix。

## 個人生活
劉俊謙因合作《幻愛》而和蔡思韵交往。

## 演出作品

### 電視劇
| 年份   | 頻道     | 片名                      | 角色              | 导演           | 備註                       |
| ------ | -------- | ------------------------- | ----------------- | -------------- | -------------------------- |
| 2016年 | ViuTV    | 《We I U》                | 劉謙              | 何國敏         |                            |
| 2016年 | ViuTV    | 《Kai pop》               | 劉楷              | 何國敏         |                            |
| 2017年 | 香港電台 | 《忘憂理髮店》            | 森仔              | 蔡頌詩         | 第一集：給我一個理髮的理由 |
| 2017年 | 香港電台 | 《申訴II》                | 救東              | 范因明         | 第七集：一命都不能少       |
| 2017年 | 香港電台 | 《手語隨想曲5》           |                   | 謝家豪         | 第一集：旅遊               |
| 2017年 | ViuTV    | 《午夜伴廊》              | Jacky             | 陳文進         | 第八集                     |
| 2017年 | ViuTV    | 《瑪嘉烈與大衛系列 前度》 | 大衛（David）     | 吳肇麟、麥家威 |                            |
| 2017年 | ViuTV    | 《未來還未來》            | 劉 俊             | 呂甜           |                            |
| 2018年 | ViuTV    | 《身後事務所》            | John              | 麥家威         | 單元六                     |
| 2018年 | 香港電台 | 《火速救兵IV》            | 韓俊傑（Patrick） | 伍自禎         | 單元二：生死時刻           |
| 2018年 | ViuTV    | 《假若愛有期限》          | 阿達              | 林龍傑         |                            |
| 2018年 | ViuTV    | 《教束》                  | 盧文達            | 黃智揚         |                            |
| 2020年 | ViuTV    | 《二月廿九》              | 余家聰            | 羅嘉駿         |                            |
| 2022年 | ViuTV    | 《940920》                | 余家聰            | 羅嘉駿         |                            |
| 2023年 | Netflix  | 《此時此刻》              | 陳俊彬            | 連奕琦、高炳權 | 第二集：站一個晚上         |
| 2024年 | Netflix  | 《誰是被害者2》           | 林明誠            | 莊絢維、陳冠仲 |                            |

### 電影
| 年份   | 片名             | 角色           | 导演           | 備註         |
| ------ | ---------------- | -------------- | -------------- | ------------ |
| 2019年 | 幻愛             | 李志樂         | 周冠威         |              |
| 2021年 | 梅艷芳           | 張國榮         | 梁樂民         |              |
| 2023年 | 失衡凶間之罪與殺 | 鄭國軒（國軒） | 黃千殷         | 單元《闇室》 |
| 2023年 | 小曉             | 陳保羅         | 靳家驊         | 台灣電影     |
| 2024年 | 潛行             | Davis          | 關智耀         |              |
| 2024年 | 九龍城寨之圍城   | 信一           | 鄭保瑞         |              |
| 2024年 | 我在這裡等你     | 天宇           | 鄧依涵         | 台灣電影     |
| 2024年 | 武替道           | 李世龍         | 梁冠堯、梁冠舜 |              |
| 2025年 | 贖夢             | Dr.Man         | 張家輝         |              |
| 2025年 | 長安的荔枝       | 林邑奴         | 董成鹏         |              |
| 待上映 | 永遠為你         | 阿當           | 柯貞年         | 台灣電影     |
| 待上映 | 寒戰1994         |                | 梁樂民、陸劍青 |              |
| 待上映 | 像我這樣的愛情   |                | 譚惠貞         |              |
| 待上映 | 寒戰1995         |                | 梁樂民、陸劍青 |              |

### 舞台劇
| 日期                  | 劇團                   | 劇名                                           | 导演   | 備註             |
| --------------------- | ---------------------- | ---------------------------------------------- | ------ | ---------------- |
| 2009年8月27日—29日    | 末代．劇場             | 《快樂急先鋒的救火旅程》                       | 黃天恩 | 擔任佈景製作     |
| 2009年9月5日—8日      | 柏麟戲言系             | 《縛．愛》Rope of Love                         | 鄭傳軍 |                  |
| 2015年1月9日—5月11日  | 前進進戲劇工作坊       | 《（而你們所知道的）中國式魔幻》               | 高俊耀 |                  |
| 2015年3月14日—15日    | 香港賽馬會當代舞台平台 | 《舞鬥》Dance off                              | 李德   | 香港藝術節       |
| 2015年4月24日—5月10日 | 團劇團                 | 《謀殺現場》A Spot of Murder                   | 陳淑儀 |                  |
| 2015年5月16日—27日    | 前進進戲劇工作坊       | 《電子城市 director’s cut》Electronic City     | 陳炳釗 |                  |
| 2015年                |                        | 《Who's Next II》                              |        | 首爾國際舞蹈節   |
| 2016年1月1日—3日      |                        | 《巴別》                                       | 李頊珩 | 擔任形體指導     |
| 2016年3月16日—20日    | 鄧樹榮戲劇工作室       | 《馬克白》Macbeth                              | 鄧樹榮 | 香港藝術節       |
| 2016年7月1日—8月14日  | Gold Blue Limited      | 《前度》Skylight                               | 陳曙曦 |                  |
| 2017年3月22日—31日    | 天邊外劇場             | 《天邊外》Beyond the horizon                   | 陳曙曦 |                  |
| 2017年4月28日—5月7日  | 榞劇場                 | 《在牛池灣轉角遇上彩虹》 An Accidental Rainbow | 陳淑儀 |                  |
| 2019年1月18日—20日    | 香港戲劇協會           | 《色相》 Make Love Visible                     | 張銘耀 |                  |
| 2020年2月14日—28日    | 香港藝術節             | 《我們最快樂》 We Are Gay                      | 黃龍斌 | 因疫情取消後易角 |
| 2021年1月9日—11日     | 前進進戲劇工作坊       | 《午睡》 Waking Dreams in 1984                 | 陳炳釗 | 網上直播         |

- 2024年：香港藝術節《罪與罰》Crime and Punishment

### 音樂錄影帶
| 年份   | 作品           | 歌手   | 備註   |
| ------ | -------------- | ------ | ------ |
| 2017年 | 〈心頭大石〉   | 鄭融   |        |
| 2023年 | 〈抵達之謎〉   | 鄭興   | [ 20 ] |
| 2023年 | 〈盆地〉       | 鄭興   |        |
| 2023年 | 〈最笨的思念〉 | 鄭興   |        |
| 2024年 | 〈慢性分手〉   | 雲浩影 |        |

## 獎項紀錄
| 年份   | 頒獎典禮                     | 獎項               | 作品         | 結果 |
| ------ | ---------------------------- | ------------------ | ------------ | ---- |
| 2017年 | 第9屆香港小劇場獎            | 最佳男主角         | 《天邊外》   | 獲獎 |
| 2019年 | 第4屆觀眾在民間電視大奬      | 民選最佳男主角     | 《教束》     | 獲獎 |
| 2020年 | 第26屆香港電影評論學會大獎   | 最佳男演員         | 《幻愛》     | 獲獎 |
| 2020年 | 第14屆香港電影導演會年度大獎 | 最佳新演員         | 《幻愛》     | 獲獎 |
| 2020年 | 第39屆香港電影金像獎         | 最佳新演員         | 《幻愛》     | 提名 |
| 2020年 | 第2屆香港電影我撐場民選大獎  | 最撐新演員         | 《幻愛》     | 提名 |
| 2020年 | 第3屆最港電影大獎            | 最港男演員         | 《幻愛》     | 獲獎 |
| 2020年 | 第17屆香港電影編劇家協會     | 年度最佳電影角色獎 | 《幻愛》     | 提名 |
| 2020年 | 第57屆金馬獎                 | 最佳新演員         | 《幻愛》     | 提名 |
| 2021年 | 第12屆青年電影手冊年度盛典   | 年度新演員         | 《幻愛》     | 提名 |
| 2021年 | 第12屆青年電影手冊年度盛典   | 年度男演員         | 《幻愛》     | 提名 |
| 2021年 | 第31屆法魯島電影節           | 華語區 最佳新演員  | 《幻愛》     | 提名 |
| 2021年 | YAHOO!搜尋人氣大獎2020       | 本地新演員         | 《幻愛》     | 獲獎 |
| 2021年 | 第3屆Asia Contents Awards    | 最佳男演員         | 《二月廿九》 | 提名 |
| 2021年 | 第5屆觀眾在民間電視大奬      | 民選最佳男主角     | 《二月廿九》 | 提名 |
| 2024年 | 第26屆台北電影獎             | 最佳男配角         | 《小曉》     | 提名 |
| 2024年 | 第59屆金鐘獎                 | 戲劇節目男主角獎   | 《此時此刻》 | 提名 |

## 外部連結
- 劉俊謙的新浪微博
- 劉俊謙在香港影庫上的簡介
- 劉俊謙的Facebook專頁
- 劉俊謙的Instagram帳戶